# 달 (타로)

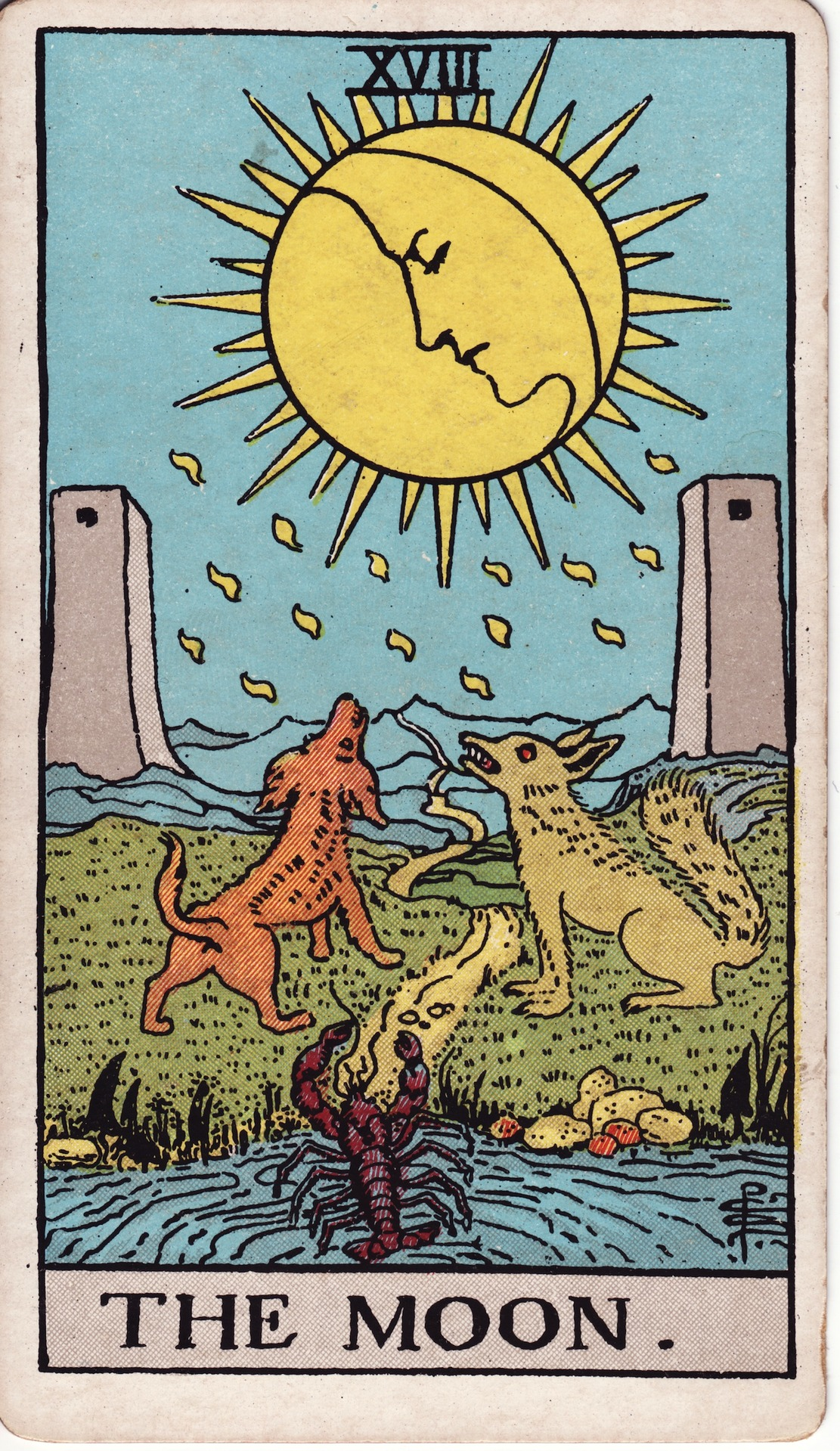
웨이트판 타로의 달

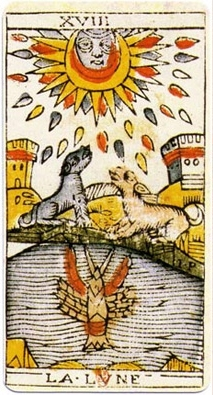
마르세유판 타로의 달

달(프랑스어: La Lune)은 타로의 메이저 아르카나에 속하는 카드의 1매다. 카드 번호는 '18'.

## 카드의 의미
정위치의 의미
불안정, 환혹(현혹), 현실 도피, 잠재하는 위험, 기만, 유예 없는 선택
역위치의 의미
실패가 되지 않는 잘못, 과거로부터의 탈각, 서서히 호전, (막연한) 미래로의 희망, 뛰어난 직감
아서 에드워드 웨이트의 타로 도해에 있어서의 해설에서는 '숨은 적·환상·기만·실패'를 의미한다고 여겨진다.

## 카바라와의 관계
히브리 문자는 코프(ק), 다만 복수의 이설도 있다. 또 '황금의 새벽단'의 설에서는 네트크와 마르크트의 세피라를 결합하는 경에 관련지을 수 있고 있다.

## 점성술과의 대응 관계
해외에는 이하와 같은 제설이 있다.
- 별자리: 거해궁설, 보병궁설, 쌍어궁설[1]
- 행성: 달설, 수성설, 금성설

## 우화의 해석

### 달의 여신
카드로 그려진 인면의 달은 모성적인 인상을 느끼게 한다. 양의 동서로 관련되지 않고 예로부터 알려진 달 그것의 상징으로서 햇빛에 대한  음인 것부터(태극도 참조), '햇빛에의 대립물'로서의 해석이나, 여러 가지 회화 중에서 달이 여성상과 함께 그려지는 등 여성이나 여신의 상징으로서 다루어지며, 달을 '여성 존재'의 직접적 암시로 해석되는 경우가 있다.

### 황야
마르세유판으로 그려진 전인 미답의 황야는, 현실적인 녹색은 아니고 황금빛인 것부터, 정신 세계의 사상, 또는 이상화된 상황을 의미한다.

### 건물과 개
카드의 양쪽 겨드랑이에는 '탑'과 같은 건물이 보인다. 마르세유판의 건물은 다른 입장에 있는 대상적인 존재를 상징해, 시간의 흐름을 좌우에 보고 취하면 신구의(정신적인) 상반성을 표현한다. 대지에 그려진 개도, 성질이 대립하는 동일 존재의 대립상을 통하고, 내면에 떠오르는 갈등을 표현하고 있다. 그런 의미에서, 2마리의 개는, 마음 속의 '피할 수 없는 시련'의 상징이다. 한 벌로서 그려지는 2마리의 개, 2동의 건물과 함께 쌍둥이의 반복 표현이며, 무의식중에서 출현하는 상이, 18번의 '달'에 있어 보다 의식적으로 구체성을 띠어 온 것을 나타내고 있다.

### 달의 조각
달빛으로서 그려지는 '조각'의 상징도 같이 정신성이 명확한 형태를 띠어 온 모습을 나타내고 있어 이것은 '탑'으로 비산해, '별'로 깜박이고 있던 것과 동일하다. 마르세유판의 기우제의 형태는 하향은 아니고 오름새에 그려져 달이 에너지를 빨아 올리고 있는 것처럼도 보이는 것부터, 앞의 해석과 합해 '악처·마녀'라는 부정적인 존재로서 해석되는 일도 많다.

### 가재
가재는, 카드의 의미를 방향 짓는데 있어서 중요한 역할을 이루어 있다. 그리스 신화에선, 게가 헤라클레스를 강으로 질질 끌어 들이려고 하는 등 , 갑각류는 사람의 뜻을 개의치 않는 하등인 생물로서 그려진다. 이 가재는 카드를 보는 사람의 옆은 아닌 분을 향한다. 마르세유판에서는 수장에 가라앉아, 2마리의 개와 같이 아직도 시련을 넘지 않은 상태를 나타내고 있다.

### 웨이트판
웨이트판과 마르세유판을 봐 비교하고 알 수 있듯이, 22매의 메이저 아르카나 중에서 웨이트가(세계 등과 같이) 크게 구도를 변경하지 않았던 우리 1매이다. 물 안의 갑각류의 위치나 건물의 형태의 외는 전체의 배색 정도로 둘 수 있고 있다. 세부 변경만을 이용하고, 웨이트는 여기에서도 표현의 대담한 혁신을 시도하고 있다. 웨이트의 건물은 '세계'에의 입구가 되는 "문"을 나타내, 마치 감시탑과 같은 위압감을 가지고 그려진다. 오른쪽의 늑대는 자기의 내면에 있어서의 동물적 본능을, 왼쪽의 개는 이성이나 사회성을 상징해, 가재와 합해 동일 상황에 놓여진 각각의 차이를 표현한다. 웨이트판의 물가로 나서는 모습은 다음 단계에의 진보를 예감 시킨다.
카드의 요지
스스로가 이끔, 아직도 보이지 않는 진실로의 도정. 그것을 찾는 것의 곤란
달의 상징
진실로의 인도를 주는, 무명 무형의 보이지 않는 것

## 참고 문헌
- 사리 니컬스 '융과 타로'ISBN 4-7835-1183-7
- 알프레드 더글라스 '타로'ISBN 4-3092-2428-8
- 이노우에 노리코 '타로 해석 실천 사전-대우주의 신비와 소우주의 비공개 종교의식'ISBN 4-3360-4259-4